# Хотон (Њујорк)
Хотон (енгл. Houghton) насељено је место без административног статуса у америчкој савезној држави Њујорк.

## Демографија
По попису из 2010. године број становника је 1.693, што је 55 (-3,1%) становника мање него 2000. године.
| Група             | 2000.         | 2010.         |
| Белци             | 1.645 (94,1%) | 1.520 (89,8%) |
| Афроамериканци    | 27 (1,5%)     | 36 (2,1%)     |
| Азијати           | 21 (1,2%)     | 76 (4,5%)     |
| Хиспаноамериканци | 41 (2,3%)     | 32 (1,9%)     |
| Укупно            | 1.748         | 1.693         |